# À 20 ans (album)
Pour les articles homonymes, voir À 20 ans.
Albums de Amel Bent
Un jour d'été
(2004) Où je vais
(2009)
Singles
À 20 ans est le 2e album studio de la chanteuse Amel Bent sorti le 18 juin 2007. 
À ce jour il s'est vendu à plus 200 000 exemplaires.

## Liste des titres
1. Nouveau Français
2. J'ai changé d'avis
3. À 20 ans featuring Diam's
4. Chanson pour papa featuring Sissa
5. Compliquée
6. Tu n'es plus là
7. Croyez-en moi featuring Panache
8. Comme tous les soirs
9. Désolée
10. Si tu m'entends
11. Scandale
12. Je reste seule

Bonus édition limitée
1. Je voulais juste que tu m'aimes (inédit)
2. Tu n'es plus là (version acoustique)

## Classements
| Pays              | Meilleure position | Semaines classées |
| ----------------- | ------------------ | ----------------- |
| France            | 4                  | 67                |
| Belgique Wallonie | 15                 | 32                |
| Suisse            | 24                 | 6                 |